# Прелюдія до Фундації
«Прелю́дія до Фунда́ції» (англ. Prelude to Foundation) — науково-фантастичний роман американського письменника Айзека Азімова, вийшов друком 1988 року, видавництво «Doubleday». Є приквелом — разом з романом «На шляху до Фундації» до циклу творів «Фундація». Твір був номінований на премію «Локус».

## Короткий зміст
У творі описується Трeнтор часів правління Клеона I. Сюжет розгортається із доповіді молодого вченого-математика Гарі Селдона з планети Гелікон. На науковому конгресі він описує теоретичну можливість математичного моделювання майбутнього — згодом цю науку назвали психоісторією. Доповіддю молодого математика зацікавилися прем'єр-міністр Імперії Едо Демерзель та Імператор. Гарі Селдона привезли в палац Імператора, проте математик був змушений розчарувати його, пояснивши суто теоретичну сутність своєї роботи. Однак імператор на це не зважає та бажає використати працю Селдона, маючи на увазі зробити це за допомогою самовтілюваних пророцтв.
При поверненні з Імператорського палацу на Селдона нападають хулігани, відбитися допомагає репортер Четтер Х'юмен, що в тому часі був неподалік. Репортер переконує математика, що Імперія гине і сам Селдон в небезпеці, оскільки полювати на нього почав прем'єр-міністр Едо Демерзель, котрий здатний контролювати Селдона на будь-якій планеті, окрім Трантора, оскільки тут імперські війська не можуть діяти без дестабілізування крихкої системи міста-планети. Журналіст відвозить Селдона до Університету Стірлінга, де передає його під опіку Дорс Венабілі, професора історії, та переконує Гері продовжувати праці над психоісторією.
Бажаючи вивчати історію Імперії, Гері відвідує університетську бібліотеку, щоб отримати достатньо даних для створення моделі психоісторії, однак розчарований недостатньою детальністю. Професор, з яким Селдон є знайомим, переконує Селдона піднятися на поверхню Трантора з групою метеорологів. Під час перебування на поверхні Селдон відбивається від групи та мало не гине від холоду, проте його вчасно знаходить професор Дорс. Четтер Х'юмен вирішує, що вже й в університеті Селдону є небезпечно, та спрямовує його і професора до сектору Мікоген, населеного фермерами із досить незвичними порядками. Фермери усім дорослим ритуально видаляють волосся, чоловіки та жінки Мікогену зовуть один одного братами і сестрами, носять хітони. У цьому суспільстві жінки мають другорядну роль та не мають права спілкуватися із чужими чоловіками. Всі не-мікогенці зобов'язані під час перебування у секторі приховувати волосся на голові та лиці.
Під час перебування в Мікогені Селдон дізнається, що місцеві мешканці носять із собою книгу, в якій описана древня історія, цей твір мікогенці фанатично шанують. Проте після ознайомлення Селдон дізнається деякі цікаві деталі, все решту він вже знав. Зокрема, у книзі йдеться про планету Аврора, з якої нібито родом людська раса. Також у книзі згадувалося про роботів, про яких вчений не мав жодного поняття. Селдон приймає рішення знайти активного робота, аби дізнатися від нього про історію Першого Світу, та використати знання для подальшої моделі психоісторії. Селдон та Дорс проникають в мікогенський храм і знаходять там «неживого» робота; в святилищі їх ловить правитель Мікогену та засуджує до страти, дослідників вирятовує журналіст Четтер.
Після цього вони переміщаються в бідний сектор Дахл, де Селдон знайомиться із Юго Амарілем — молодим працівником парових штолень, що забезпечують енергією Трантор. Юнак проявляє хист до математики, Селдон обіцяє витягти його та допомогти здобути освіту. Згодом дослідники знайомляться із вуличним хлопчаком та літньою жінкою. Від жінки дізнаються історію про Землю — Перший Світ. Після згадки Селдоном про Аврору та перших роботів бабуся сердиться та виганяє їх. По дорозі Дорс, вправно володіючи ножами, допомагає відбитися від хуліганів, після прибуття до місця ночівлі їх арештовують сили безпеки, проте дослідникам вдається втекти. Після цього за допомогою голови сектора усі покидають його, не знаючи, куди летять.
В секторі Вія, куди вони прибули, зустрічаються з Рашель, котра розкриває їм інформацію, що вона є мером — нещодавно батько передав їй усі повноваження. Вія має наміри здійснити заколот і захопити владу над Трантором та кількома сусідніми планетними системами, полишивши решту мільйонів світів владі імперських військовиків — тобто в Галактиці розпочалася феодальна анархія. Для цього вона має намір використати селдонівську психоісторію. Кілька днів по тому в центр сектору Сетчем вторгаються війська Імперії, сетчемська ж армія з незрозумілих причин без бою здається. Рашель намагається убити Селдона, аби його не захопили імперські сили, проте їй завадили. Згодом з'являється журналіст на чолі імперських вояків, і Селдон дізнається, що він насправді є Едо Демерзелем.
Згодом вони обговорюють події, Селдон не тримає зла на Демерзеля. Едо дійсно вважає, що Імперія помирає, і що селдонівська психоісторія — найкращий спосіб запобігти катастрофі. Він має намір відіслати Селдона до Імперського сектора, надавши йому все необхідне для праці по створенню психоісторії. Селдон здогадується, що Демерзель насправді теж є фіктивним іменем, і що це не є людина. У розмові Селдон доводить, що його співрозмовник — стародавній людиноподібний робот. Співбесідник не заперечує логіки Селдона та повідомляє, що він — робот Р. Даніел Оліво та має властивість уловлювати й видозмінювати людські емоції. Оліво оповідає Селдону про Три закони робототехніки та Нульовий закон, який довів його знайомий робот — «робот не може спричинити шкоди людині, якщо тільки не зможе довести, що в кінцевому результаті це буде корисно для усього людства»; цим законом у першу чергу і керувався Оліво. Робот переконує Селдона тримати все в таємниці, однак повідомляє, що Дорс теж про це знає. Опісля Селдон розмовляє з Дорс та висловлює свою підозру, що і вона робот. Дорс це не підтверджує але і не заперечує. Селдон проте не зважає і вважає за потрібне бути разом в подальшому та стверджує, що йому нема різниці — людина вона чи ні.